# Phoenixi Egyetem
A Phoenixi Egyetem (University of Phoenix, UoPX) profitorientált magánintézmény az Amerikai Egyesült Államok Arizona államának Phoenix városában. Az Apollo Global Management és a Vistria Group tulajdonában álló iskolát az Idahói Egyetem fogja átvenni.

## Története

### Megalapítása és gyors növekedés
Az egyetemet 1976-ban alapították John Sperling és John D. Murphy. San José-i telephelye 1980-ban nyílt meg, online képzései pedig 1989-ben indultak. A bevételek többsége a vezetőik felsőoktatási tanulmányait támogató munkáltatóktól származott. Az akadémiai munkát szétválasztották: egyes területeket (például a tantervek összeállítása) átszerveztek, másokat (például kutatás) megszüntettek.
1994-ben a fenntartó Apollo Group Corporation a tőzsdére lépett. 1999-re a hallgatói létszám elérte a százezer főt. Tom Harkin szenátor szerint a fordulatot a tőzsdére való belépés hozta meg, amit John Murphy Mission Forsaken: The University of Phoenix Affair with Wall Street című könyvében megerősített. 2004-re Murphy szerint az intézmény elhagyta alapelveit (a dolgozó felnőttek oktatása) és már minden érettségivel rendelkezőt felvettek; bevételeik egyre kevésbé az üzleti szférából és egyre inkább a kormányzati támogatásokból származtak.} A The New York Times 2007-es cikke szerint a hallgatói létszám zuhant, az oktatás minősége pedig erodálódott.
A szövetségi kormány 2000-ben hatmillió dolláros bírságot szabott ki a tanulócsoportos foglalkozások tanóraként való elszámolásaként. Az oktatási minisztérium 2002-ben lazított az órák megtartásának feltételein.
2003-ban két korábbi toborzó pert indított az egyetem ellen, mert szerintük illetéktelenül jutottak több százmillió dolláros támogatáshoz azzal, hogy a felsőoktatási törvényt megsértve a tanácsadóknak a felvett hallgatók száma alapján fizettek. A fenntartó peren kívüli megegyezéssel hatmillió dollárt fizetett a kormánynak, valamint kifizette a 11 milliós perköltséget, azonban a jogsértést nem ismerte el.
2004-ben az oktatási minisztérium azzal vádolta meg az intézményt, hogy megsértik a felsőoktatási törvényt azzal, hogy a hallgatók felvétele érdekében a tanácsadókra pénzügyi nyomást gyakorolnak. Az egyetem 9,8 millió dolláros büntetést fizetett, de a vádakat vitatta, a jogsértést nem ismerte el és a támogatásokat sem kellett visszafizetnie. A toborzók túlórakompenzációjával kapcsolatban a munkaügyi minisztériumtól 3,5 milliós bírságot kaptak, továbbá hamis ígéretek miatt további 78,5 milliót kellett fizetniük.
2008-ban kétszázmillió dolláros megbízási díjért a Pereira & O’Dell lett az egyetem elsődleges reklámügynöksége. A 2008–2009-es pénzügyi évben a hallgatók a szövetségi kormány rendkívüli szociális alapjából 656,9 millió dollárban részesültek, ami magasabb, mint az ország bármely más intézményében (a profitorientált iskolák közül más években is a Phoenixi Egyetem kapja a legtöbb támogatást). Az egyetem hallgatói támogatásokra 2,48 milliárd dollárt kapott. A diplomaszerzési arány 31–54%, az alapképzésben részt vevők szakjukat átlagosan a képzési idő másfélszerese alatt végzik el.
Az itteni hallgatók részesültek a legnagyobb arányban a G. I. Bill keretén belül folyósított veteránügyi támogatásokból.
2009-ben az oktatási minisztérium megállapította, hogy az egyetem a mintavételben szereplő hallgatók több mint tíz százaléka esetén nem fizette vissza a IV. cikkely szerinti támogatásokat. A jelentés kitért arra is, hogy a hallgatók jelentős része anélkül kezdi meg tanulmányait, hogy tisztában lenne a beiratkozás következményeivel vagy a pénzügyi támogatásokkal. 2010 januárjában a fenntartót arra kötelezték, hogy január 30-áig állítson ki 125 millió dolláros akkreditívet. 2010-ben az intézmény kormányzati megfigyelés alá került, miután megtévesztő gyakorlatot folytattak és jogtalanul használták fel a szövetségi támogatásokat.

### A hallgatói létszám visszaesése
A hallgatói létszám 2010-ben érte el a maximumot, a 470 ezer főt, ekkor az iskola bevétele 4,95 milliárd dollár volt. Az online diplomaszerzési arány öt százalék volt. Ugyanezen évben 154,5 millió dollárt fizettek a glendale-i sportlétesítmény (ma State Farm Stadion) húsz évre szóló elnevezési jogáért, azonban a szerződést 2017-ben felbontották.
2010 augusztusában az ABC News azonosított egy toborzót, aki a clevelandi Y-Haven hajléktalanszállón keresett új diákokat, egy másik pedig tévesen állította, hogy a tanárképzést elvégzők akár Texas és New York intézményeiben is taníthatnak.
A Bloomberg 2010. decemberi cikkében Robert W. Tucker korábbi rektorhelyettes azt állította, hogy John Sperling az akadémiai integritás helyett a profitot választotta, amely a színvonal csökkenéséhez vezetett. Egykor több mint ötszáz campust tartottak fenn, majd az online képzésben részt vevők számára elérhető tanulószobák és találkozóhelyek kialakítására fektették a hangsúlyt.
2011 augusztusában az Apollo Group bejelentette, hogy az adaptív oktatási lehetőségek integrációja érdekében felvásárolják a Carnegie Learninget. Az intézménnyel szemben aggályok fogalmazódtak meg megtévesztő gyakorlataik, túlóráik, valamint a hallgatói támogatások és tandíjelmaradások nagy mértéke miatt.
2013-ban a védelmi minisztérium felmondta az európai támaszpontokra kötött szerződést. A Kentucky állambeli Fort Campbell nagy forgalmú helyszínein hirdetési felületeket vásároltak. A profitorientált felsőoktatás kritikusai szerint az egyetem „vadászott” a veteránokra.
Murphy 2013-as Mission Forsaken művében leírta, hogy az iskola felnőttoktatási intézményből „pénzcsináló géppé” degradálódott, ahol a felvétel egyetlen feltétele, hogy a jelentkező jogosult legyen szövetségi támogatásokra.
2014-ben az oktatási minisztérium főfelügyelője 2007-ig visszamenőleg bekérte a pénzügyi adatokat. Ugyanezen évben Arthur Green egykori felvételi tanácsadó hamis állítások miatt keresetet nyújtott be az iskola ellen; szerinte azért bocsátották el, mert leleplezett egy több milliárd dolláros csalást. Öt évvel később William Barr bíró az ügyet ítélethozatal nélkül lezárta.
2014-ben megállapodtak 76 hagyományosan feketék által látogatott intézménnyel, hogy a Phoenixi Egyetem hallgatói előbbiekbe felvételt nyerhetnek. 2016. augusztus 31-én 142 500, míg a 2016–17-es tanévben 119 938 hallgatót vettek fel. 2015 és 2020 között a szövetségi kereskedelmi bizottság eljárást folytatott; ez idő alatt az egyetem továbbra is több tízmillió dollárt költött marketingre (ebből 27 milliót internetes hirdetésekre). A Brookings Intézet jelentése szerint csak 2017-ben 76 millió dollárt fordítottak reklámra.
A 2009–2015 közötti időszakban a G. I. Bill keretében 1,2 milliárd dollár szövetségi támogatást folyósítottak; ebből ötvenezer hallgató részesült, kétszer annyi, mint más intézményekben.
2015 októberében a védelmi minisztérium megtiltotta, hogy az intézmény katonai támaszpontokon folytasson képzéseket, valamint befagyasztották a katonák után járó támogatásokat is. A döntés ellen több szenátor (például John McCain, Jeff Flake és Lamar Alexander) is felszólalt; a tiltást végül 2016 januárjában oldották fel.
A szövetségi kereskedelmi bizottság (FTC) 2015-ben vizsgálatot folytatott a 2012–2014 közötti marketingkampány miatt, melyet követően az intézményt 2019. december 10-én a megtévesztő hirdetések miatt 191 millió dollár megfizetésére kötelezték. A National Public Radio szerint ebből ötvenmilliót fizettek ki, a maradék értékében pedig tandíjtartozásokat engedtek el (de ez nem vonatkozott a hallgatók egyéb kölcsöneire). A profitorientált intézményre valaha kiszabott legnagyobb FTC-bírság ügyében az egyetem nem ismerte el a jogsértést.
2015-ben a MarketWatch megállapította, hogy a Phoenixi Egyetem hallgatóinak van az országban a legmagasabb tandíjtartozása (több mint 35 milliárd dollár).
2016 februárjában bejelentették, hogy az Apollo Groupot egymilliárd dollárért az Apollo Global Management, a Vistria Group és a Najafi Companies konzorciuma részére értékesítik, melynek elnöke Anthony W. Miller korábbi oktatási miniszterhelyettes lett. A tranzakciót a minisztérium és a Felsőoktatási Bizottság is engedélyezte, a tranzakcióról 385 millió dollár értékű akkreditívet állítottak ki. 2017 februárjában 170 főállású oktatót rúgtak ki, majd a Harvard Egyetem által képviselt hallgatók keresetet nyújtottak be a minisztérium ellen tandíjaik elengedése érdekében. Az oktatási minisztérium a folyamatban lévő ügyekre hivatkozva az igényekre nem reagált.
2016-ban az Apollo Group részvényesei azzal vádolták a céget, hogy eltitkolták a részvények nagy mértékű értékcsökkenését; ez főleg a katonák és veteránok felvételével állt kapcsolatban.
2010 és 2016 között a peres ügyek, vizsgálatok és kritikák miatt a jelentkezők száma 70%-kal csökkent.

### Átállás online munkarendre
2020 márciusában a veteránügyi minisztérium bejelentette, hogy az intézmény a megtévesztő gyakorlatai miatt nem részesülhet többé a G. I. Bill támogatásaiból; a szankciókat júliusban függesztették fel. Az egyetem 6,5 millió dollárt kapott a CARES Act keretében, továbbá 7,4 milliót a Covid19 következményeinek enyhítésére. 2020-ban „mikrocampusokkal” kezdtek kísérletezni.
2021-ben a szövetségi kereskedelmi bizottság a 2012 és 2016 között ide járó hallgatóknak a megtévesztő marketing miatt százezer dolláros csekket állított ki. 2021-ben a Bloomberg szerint a fenntartó cég értéke 50%-kal növekedett, továbbá az egyetem 3,4 millió dollárt kapott a mentőövtörvény keretében. 2021-ben a Salt Lake City-i és atlantai campusokat is bezárták, már csak a phoenixi campus fogadott új hallgatókat. A lobbisták száma 27-ről 10-re csökkent, és az iskola eladása is felmerült.
2022-ben bejelentették, hogy az egyetlen fennmaradó campus 2025-ig tart nyitva.
2022-ben a UoPX egyike volt azon 153 intézménynek, ahol a tandíjtartozásokat elengedték; a keresetet több mint kétszázezer hallgató indította a „ragadozó diákhitelek” projekt keretében. 2022 augusztusában az iskola felkerült a kötelességszegő intézmények listájára, 2023 áprilisában pedig a Legfelsőbb Bíróság elutasította a fellebbezést, és folytatták a díjak elengedését.
Az Arkansasi Egyetemrendszernek történő sikertelen eladást követően 2023. május 17-én az Idahói Egyetem bejelentette, hogy 550 millió dollárért megvásárolja az intézményt, amely cserébe kétszázmillió dollárt biztosít, és státusza nonprofitra változik. A tranzakció teljes összege 685 millió, melyet kötvényekből fedeznek. Mivel az eladás körül jogi kérdések merültek fel, Raúl Labrador kerületi ügyész és Theo Wold főügyész eljárást indítottak az Idahói Egyetem ellen, amely a védelemmel egy külső céget bízott meg. A tranzakció lefolytatására létrehozták a NewU, Inc. céget, azonban a washingtoni NewU Egyetem szellemi tulajdon lopása miatt keresetet nyújtott be, így a nevet Four Three Educationre módosították.

## Oktatás
Az intézmény felvételi eljárása nyitott, azaz bárkit felvesznek, aki rendelkezik érettségivel vagy azzal egyenértékű dokumentummal. 2010 előtt a leendő hallgatókra igyekeztek nyomást gyakorolni (például azzal, hogy az évfolyamok hamarosan betelnek), ugyanis a tanácsadókat a felvett hallgatók száma alapján fizették. A felvettek után pénzügyi támogatást igényelnek; a 2017–18-as tanévben 51 990-en voltak jogosultak rendkívüli szociális ösztöndíjra.
A hagyományos munkarendű szakok mellett továbbképzések, céges tanfolyamok és a hadsereg számára kialakított képzések is folynak. Kurzusonként 20–24 óra oktató által vezetett, és csoportmunkát kell végezni.
A hallgatók online tananyagokhoz is hozzáférnek, amik a volt hallgatók szerint rossz minőségűek. Az intézményt többen kritizálták az oktatási szigor hiánya miatt: Henry M. Levin, a Columbia Egyetem tanárképző intézetének oktatója az üzleti képzést „MBA Lite”-nak nevezte. A kurzusok elvégzése céges tapasztalattal is kiváltható, melyhez esszét kell írni vagy portfóliót (oklevelek, szakmai tapasztalat) kell összeállítani.
Az intézményt a Felsőoktatási Bizottság 1978-ban akkreditálta. 2013 februárjában az anyavállalattól való függősége miatt javasolták, hogy próbaidőre függesszék fel. Az Apollo Group 2013. május 9-én jelentést nyújtott be a tőzsdefelügyelethez, amelyben leírják, hogy az akkreditációs főbizottság az intézmény hierarchiája és a hallgatói ügyek miatt két év próbaidőt javasolt az akkreditáció megtartásával. A próbaidőt 2015 júliusában felfüggesztették.
A UoPX üzleti, egészségügyi, ápolási, tanácsadói és tanárképző szakokat indít; egyeseket szakmai bizottságok vagy a Felsőoktatási Akkreditációs Bizottság által elismert más szervezetek akkreditáltak.
- Üzleti Intézet: a képzések rendelkeznek az Üzleti Iskolák és Képzések Akkreditációs Tanácsa elismerésével,[110] azonban a Felsőoktatási Üzleti Iskolák Szövetségéével nem, így egyes cégek az ezekre beiratkozó munkavállalóiknak nem nyújtanak tandíjtámogatást[12][111]
- Tanárképző Főiskola: a képzéseket Tanárképzés Akkreditációs Tanácsa ismerte el[112]
- Ápolóképző Főiskola: képzéseit a Felsőfokú Ápolóképzési Bizottság akkreditálta, a hallgatók jogosultak a gyakorló ápolói országos vizsga letételére;[113] az adminisztrációs képzéseket a Mesterfokú Egészségügy-menedzsmenti Akkreditációs Bizottság ismerte el[114]
- Társadalomtudományi Főiskola: képzéseit a Tanácsadói és Kapcsolódó Képzések Akkreditációs Bizottsága ismerte el[115]

### Rangsorok
Az intézmény a Washington Monthly 2021-es országos 391-es listáján a 386. helyen állt. A U.S. News & World Report az országos intézmények között 2022-ben a 331–400. tartományba sorolta.

## Hallgatók
A 2022-es adatok szerint a hallgatók 39%-a ismeretlen etnikumú, 26%-a fehér, 20%-a fekete, 11%-a spanyol ajkú, 2%-a pedig több etnikumú. 2020-ban a hallgatók kétharmada nő, átlagéletkoruk 37 év és 83%-uk rendelkezik munkahellyel. 21% a hadsereg tagja, 41%-uk nő. A 2020-ban végzettek 26%-a volt a hadsereg tagja.
A 2020–21-es tanévben 1316-an részesültek a védelmi minisztérium tandíjában, 7380-an pedig a G. I. Bill által biztosított támogatásban. Az egyetem a hadsereg partnere és több támaszponton is telephelyet tart fenn.

### Pályakövetés
A Brookings Intézet 2016-os tanulmánya szerint a tandíjak nemteljesítési aránya 47%; a College Scorecard alapján a hallgatók 1%-a kapott felmentést, míg 2%-a fizette vissza tandíját. A College Navigator szerint a diplomaszerzési arány 15%.

## Oktatók
A 47%-os nemzeti átlagtól eltérően az intézmény oktatóinak 97%-a óraadói státuszban dolgozik; a gyakorlatot többen is kritizálták. A tanterveket a következetesség és a profit maximalizálása érdekében központilag állítják össze. Az oktatók nem rendelkeznek akadémiai jogviszonnyal; megbízási díjuk kurzusonként 1000–2000 dollár. A tandíjak 21%-át fordítják oktatói díjakra.
Az Integrált Felsőoktatási Adatrendszer szerint az arizonai körzetben a hallgató-oktató arány 92:1; az oktatók 2%-a (76 fő) dolgozik állandó munkaidőben, míg 3143-an óraadók.

## Nevezetes személyek
Ide jártak Howard Schmidt, Mary E. Peters és Brad Dee politikusok, Kirkland H. Donald tengernagy, valamint Harold Hurtt, az USA bevándorlásügyi hivatalának igazgatóhelyettese. A sportoló öregdiákok között vannak Shaquille O’Neal, Lisa Leslie, Michael Russel és Larry Fitzgerald, aki később az intézmény szóvivője lett.
Margaret Spellings egykori oktatási miniszter az Apollo Group igazgatótanácsának tagja. Jane Oates, Ted Kennedy szenátor munkatársa 2013-ban az Apollo Group külkapcsolati igazgatóhelyettese lett; Nancy Pelosihoz fűződő barátságát Suzanne Mettler Degrees of Inequality című művében dolgozta fel. Az egyetem kapcsolatban áll a cserkészszövetséggel, a vöröskereszttel és a junior ligával. 2016-ban megállapodtak az ASIS Alapítvánnyal a biztonságtechnikai képzésekben részt vevők jutalmazásáról; az első tíz ösztöndíjast márciusban mutatták be. A 2017-ben az iskolát átvevő egyik cég, a Vistria tagjai között volt Barack Obama két barátja, Miller és Martin Nesbitt. 2019-ben 18 szövetségi lobbistájával az Apollo volt az ország harmadik legnagyobb felsőoktatási lobbiszervezete. 2021-ben az egyetem ötvenezer dollár adomány visszautalását követelte a Republikánus Főügyészek Szövetségétől, mivel a szervezetnek köze lehetett a Capitolium 2021-es ostromához.

## Fordítás
- Ez a szócikk részben vagy egészben a  University of Phoenix című  Wikipédia-szócikk ezen változatának fordításán alapul.  Az eredeti cikk szerkesztőit annak laptörténete sorolja fel. Ez a jelzés csupán a megfogalmazás eredetét és a szerzői jogokat jelzi, nem szolgál a cikkben szereplő információk forrásmegjelöléseként.